# EROTICS 美しい女たち
『EROTICS 美しい女たち』（原題：Women in Trouble）は、2009年公開のアメリカのコメディ映画である。
本作はセバスチャン・グティエレスが脚本・監督を務め、カーラ・グギノ、エイドリアンヌ・パリッキ、マーリー・シェルトン、キャメロン・リチャードソン、コニー・ブリットン、エマニュエル・シュリーキーらが出演している。5万ドルをかけて10日間で撮影された。
生まれも育ちも違う、ロサンゼルスに住む6人の女性に焦点を当て、24時間のうちにそれぞれの人生が、「問題を抱える」という唯一の共通点をもとに互いに絡み合っていく様子を描いている。

## あらすじ
予期せぬ妊娠に悩むポルノ女優のエレクトラ・ラックスは、偶然居合わせたドリスとともにエレベーターに閉じ込められてしまう。
ドリスの姉であるアディは最近、娘のシャーロット（本当はドリスの実の娘だが、薬物乱用やドリスの当時の彼氏の虐待から守るために、アディに預けられ育てられた）をセラピストのマキシーンに会わせ、その間にマキシーンの夫と密かに寝るようになっていた。
その後、シャーロットとのセラピー中に不倫の事実を、彼女から知らされたマキシーンは、逆上して車に乗り込む。その際、仕事がうまくいかずに友人のバンビと隣家から逃げ出していたポルノ女優のホリー・ロケット（エレクトラ・ラックスの同僚で親友）をはねてしまう。
一方、客室乗務員のカーラは、ロックスターのニック・チャペル（ジョシュ・ブローリン）のライブが間近に迫ったフライトで、彼から言い寄られ、トイレでセックスをするも、その最中に彼が心臓発作を起こして死んでしまう。ニック・チャペルはエレクトラの彼氏であった。

## キャスト
- エレクトラ・ラックス - カーラ・グギノ：アダルト映画のスーパースター
- ホリー・ロケット - エイドリアンヌ・パリッキ：アダルト映画女優で、エレクトラの親友
- ドリス - コニー・ブリットン：アディの妹
- アディ・ハンター - ケイトリン・キーツ（Caitlin Keats）：ドリスの姉
- シャーロット - イザベラ・グティエレス（Isabella Gutierrez）：13歳の少女、アディに育てられたドリスの娘
- カーラ - マーリー・シェルトン：客室乗務員
- マギー - ガーセル・ボベイ=ニロン（英語版）：客室乗務員
- ニック・チャペル - ジョシュ・ブローリン：飛行機の乗客であるロックスター（ドラマーとソングライター）。エレクトラの彼氏。
- バンビ - エマニュエル・シュリーキー：コールガール（？ ）。
- リタ - リヤ・キールステッド：レズビアン向けのバー「Ruby's Caribbean」のバーメイド。ダービーのルームメイト
- ダービー - キャメロン・リチャードソン：ソープ嬢で、リタのルームメイト
- マキシーン・マクファーソン - サラ・クラーク：セラピスト
- トラヴィス・マクファーソン - サイモン・ベイカー：マキシーンの夫。アディと不倫関係にある。
- ミスター・フロスト - ザンダー・バークレー：マキシーンの患者の一人
- トレーシー - エリザベス・バークレー：マキシーンの患者の一人
- タラ -  ローレン・カッツ（Lauren Katz）：マキシーンの患者の一人
- ジェイ -ポール・キャセル（Paul Cassell）：マキシーンの患者の一人
- エル・キャピタン -エルマン・オスピナ（Ermahn Ospina）：ポルノ映画の登場人物
- 消防士 - グレッグ・ローレン（英語版）
- サマンサ・シェルトン（英語版）：バー「Ruby's Caribbean」の歌手
- ジンボ - Antonio Graña：マフィアの用心棒
- バート・ロドリゲス - ジョセフ・ゴードン＝レヴィット：「セックスブロガー」

## 製作と続編
本作はセバスチャン・グティエレスが監督を務めた。製作はロサンゼルスで行われた。本作は、2009年サウス・バイ・サウスウエスト映画祭でプレミア上映された。本作は2009年11月13日に米国で公開された。続編となる『スーパーポルノスター エレクトラ あなたのお悩み解決します!』が2011年3月11日に公開された。グティエレスが再び脚本・監督を務め、キャストにはカーラ・グギノ、ジョセフ・ゴードン＝レヴィット、ティモシー・オリファント、ジュリアン・ムーア、ジャスティン・カークらが名を連ねている。グティエレス監督は、当初2012年の公開を予定していた『Women in Ecstasy』（仮題）というタイトルの第3弾の製作を企画中である。

## 批評家による評価
本作は批評家の間でも評価が分かれた。肯定的な意見としては、アメリカ合衆国の雑誌「バラエティ (アメリカ合衆国の雑誌)」のジョー・レイドン（Joe Leydon）は、「高尚なキャンプと壮大な情熱、ソープオペラとソフトコアセックスが混ざり合った、見る者を惹きつける作品」と絶賛している。ペドロ・アルモドバル監督（グティエレス監督と未発表の脚本を共同執筆し、エンド・クレジットにも登場する）は、「この自由奔放なインディーズ映画には、共同作業のエネルギーを一気に放出するような、何でもありの精神がある」と評価している。ロサンゼルス・タイムズ紙のケヴィン・トーマスはこう評価している。「『Women in Trouble』には "Sleeper（予想外にヒットした映画）"の文字が刻まれており、すでに続編の製作が決定している」と評価している。ニューヨーク・ポスト紙のカイル・スミスは、「ありえない事故、共有された秘密、そして奇妙なねじれが組み合わさって、心地よい泡を立てている」と評価している。ハリウッド・リポーター誌に寄稿したジョン・デフォアは、この演出を賞賛している。曰く「グティエレス監督の脚本は、アルモドバル監督のように本当に存在するかのような真に迫った女性キャラクターを示すことはできないが、監督の椅子に座った彼は、出演者たちに笑いと自我を持つ演技で補う余地を与えている」と評価している。
一方、ヴィレッジ・ヴォイス紙のメリッサ・アンダーソンは、「下品でわいせつな素材がお涙頂戴の物語と不器用に混ざっている」と評している。ニューヨーク・タイムズ紙のマノーラ・ダルジスは、「照明が弱く、撮影が下手なイメージの中にある、優しい心を持ったハードコア・ポルノ・スター、自分を癒す必要のあるセラピストといった決まり文句が、これほど不条理で、しばしば侮辱的でなければ、アマチュア的なプロダクションの価値観も許されるかもしれない」と不満を述べている。スラントマガジン誌のMatthew Connollyは、4つ星のうち1.5を付け、「"アルモドバル"大通りと"タランティーノ"通りの特に荒れ果てた曲がり角に、『Women in Trouble』はある」と述べている。